# Leptosiphon jepsonii
Leptosiphon jepsonii là một loài thực vật có hoa trong họ Polemoniaceae. Loài này được (Schemske & Goodw.) J.M. Porter & L.A. Johnson mô tả khoa học đầu tiên năm 2000.